# Saccolabiopsis bakhuizenii
Saccolabiopsis bakhuizenii är en orkidéart som beskrevs av Johannes Jacobus Smith. Saccolabiopsis bakhuizenii ingår i släktet Saccolabiopsis och familjen orkidéer. Inga underarter finns listade i Catalogue of Life.